# Tyrique George
Tyrique Aaron Delali Yusuff George (* 4. Februar 2006 in London) ist ein englischer Fußballspieler, der beim FC Chelsea unter Vertrag steht. 

## Karriere

### Im Verein
Der in London geborene George kam 2014 als U8-Spieler in die Akademie von Chelsea. Von 11 bis 14 trainierte er bei Unique FA. George saß am 15. April 2024 beim 6:0-Heimsieg von Chelsea in der Premier League gegen den FC Everton auf der Bank. Später im selben Jahr, am 17. Juni, unterzeichnete er einen neuen Vertrag mit dem Verein bis 2027 mit einer Option auf ein weiteres Jahr.
Am 29. August 2024 gab George sein Debüt für Chelsea als Einwechselspieler bei einer 1:2-Niederlage gegen Servette FC in der Play-off-Runde der UEFA Conference League. George erzielte sein erstes Tor für Chelsea im Profifußball bei einem 3:0-Auswärtssieg Viertelfinale der Conference League gegen Legia Warschau am 10. April 2025.  Zehn Tage später erzielte George sein erstes Premier-League-Tor beim 2:1-Auswärtssieg gegen den Lokalrivalen Fulham. Mit Chelsea gewann er am Ende der Saison die UEFA Conference League 2024/25, wobei er beim 4:1-Sieg im Finale gegen Real Betis für 90 Minuten auf der Bank saß.

### In der Nationalmannschaft
Er wurde in England geboren und hat nigerianische und ghanaische Wurzeln. Durch seine Familie ist er neben England auch für Ghana und Nigeria spielberechtigt. Er ist Jugendnationalspieler und spielte bisher für verschiedene englische Jugendauswahlen ab der U16.

## Erfolge
Verein
- FIFA-Klub-Weltmeisterschaft: 2025
- Conference-League-Sieger: 2025

Persönliche Auszeichnungen
- Academy-Spieler der Saison: 2024/245